# ویگونووو
ویگونووو (به ایتالیایی: Vigonovo) یک کومونه در ایتالیا است که در استان ونیز واقع شده‌است. ویگونووو ۱۲٫۷۹ کیلومتر مربع مساحت و ۹٬۷۹۶ نفر جمعیت دارد و ۱۵ متر بالاتر از سطح دریا واقع شده‌است.